# 欧州連合の立法手続
欧州連合の立法手続では、欧州連合における法令の制定に関する手続を概説する。手続には複数の種類があるが、どの種類を用いるかは法令が扱う政策分野によって決められ、このことは基本条約において定められている。
欧州連合理事会が立法にかかわる場合においてもこの手続と同様に、法令が扱う政策分野しだいで全会一致または条件付きの多数決で採決する。

## 主要な手続
意思決定の手続としてはおもに3つのものが用いられている。

### 通常立法手続
通常立法手続は指令や規則が採択されるさいに用いられるものである。欧州連合理事会と欧州議会は欧州委員会の提出した法案を共同で採択する。このとき欧州連合理事会は条件付き多数で採択する。欧州議会と欧州連合理事会はともに同一の文書を可決することが求められるが、欧州連合理事会が採択した文書に対して欧州議会が絶対多数で否決または修正案を3か月以内に出さなかった場合には、欧州議会もこの文書を採択したものとみなされる。
この手続は1993年発効の欧州連合条約で「共同決定手続」として導入され、従来の協力手続に替わるものとされていた。共同決定手続は1999年発効のアムステルダム条約第2条 (44) で修正され、またこの条約やニース条約で共同決定手続が適用される法令の分野が格段に増加した。
リスボン条約では共同決定手続（欧州共同体設立条約第251条における手続）が「通常立法手続」という表現に改められ、手続の詳細は欧州連合の機能に関する条約第294条でうたわれている。

### 同意手続
同意手続は、欧州委員会の提出した法案に基づいて欧州連合理事会が採択し、その後欧州議会の同意を受けるというものである。このため欧州議会は法案の可否のみを決めるにとどまり、修正を求めることができない。ただし欧州議会は調停委員会を設けて中間報告書を作成し、欧州連合理事会に対して考えを表明したり、その考えに会わなければ同意しないということを突きつけたりすることができる。
同意手続は欧州連合条約第49条に定めのある欧州連合への新規加盟などに適用される。

### 諮問手続
諮問手続では、欧州連合理事会は欧州議会の諮問を受けたのちに欧州委員会の法案をもとに政策分野によって全会一致または条件付き多数決で法令を採択する。このとき法案について欧州議会の諮問を要するものの、欧州連合理事会は欧州議会の立場に拘束されない。実際に、欧州連合理事会は欧州議会の主張を無視し、ときには欧州議会の意見を受け取る前に欧州連合理事会で合意に達したことすらあった。ところが欧州司法裁判所は、欧州連合理事会は欧州議会の意見を待たなければならず、欧州議会の意見を受け取る前に欧州連合理事会が採択した法令を無効とする判決を下したことがある。この判決を受けて欧州議会では、欧州議会が嫌う法案についてなんらかの影響をもたらそうとして意見の表明を遅らせるなどして、法令の成立を妨げるというがある。単一欧州議定書が発効するまではこの諮問手続が欧州諸共同体において最も広く適用されていた。
諮問手続はなおも以下の分野での立法のさいに適用されている。
- 域内市場の設立に影響を与える間接税制の調和（欧州連合の機能に関する条約第113条）
- 共通市場の設立に直接関係する法律のすり合わせ（欧州連合の機能に関する条約第114条）
- 競争法関連（欧州連合の機能に関する条約第103条）
- 環境に関する財政措置（欧州連合の機能に関する条約第192条）

諮問手続は諸条約の定めにある特定の分野に影響する政策分野について、地域委員会や経済社会評議会といった欧州連合の諮問機関に諮るさいにも用いられる。このとき欧州議会では諮問手続、または通常立法手続が適用される。

## 廃止された手続

### 協力手続
協力手続はかつて欧州共同体設立条約第252条で規定されていたもので、単一市場の創設に関してはとくに幅広く適用されていた立法手続であった。協力手続は欧州議会に実際的な権限を与えた第一歩と位置づけられる。協力手続では、欧州連合理事会は欧州議会の支持を受け、また欧州委員会の提案に基づいて法案を条件付き多数決で採択した。このとき欧州連合理事会は欧州議会が否決した特定の法案を全会一致で採択して覆すことができた。